# 주체사상탑
주체사상탑(主體思想塔)은 평양 시내 대동강 기슭에 있는 주체사상을 상징하는 탑이다. 김일성의 70회 생일에 맞추어 1982년 4월 15일에 완공되었다.
높이는 170미터로 세계에서 두번째로 높은 추모비로, 세계에서 가장 높은 추모비는 미국 텍사스 주에 있는 '샌 자신토 탑'이다. 탑신은 150미터 높이로 화강암으로 만들어져 있다. 엘리베이터로 150미터까지 올라갈 수 있고 평양 시내를 한눈에 내려다 볼 수가 있다. 최상부의 20미터 정도에 는 불길 모양의 붉은색 봉화가 있어, 밤에는 빛이 나는 한편 불빛이 흔들거리기 때문에 마치 실제 불길과 비슷하다. 또 주체사상탑의 정면에는 분수가 있는데, 높이 170미터의 분수를 뿜어 올리고 있다. 하지만 조선민주주의인민공화국의 전기 상황이 극도로 열악하기 때문에 탑의 조명과 분수는 작동하지 않는 날이 많다고 한다. 주체사상탑은 김일성과 그의 업적이라고 치켜세우는 주체사상을 대표하기 때문에, 정전이 되면 책임자는 엄중한 처벌을 받는다고 한다.
탑  정면에는 높이 4미터, 길이 15미터의 헌시비가 새겨져 있다.
누리에 빛나라 주체사상이여/ 만민의 념원이 하나로 모여/ 여기 탑으로 솟아오르고/ 인류가 맞이한 새시대를 밝히며/ 주체의 홰불은 누리에 타오른다./ 하늘에 해와 달은 있었건만/ 땅우엔 광명이 없었던 긴긴세월/ 사람들 자주의 불빛을 찾아/ 얼마나 수난에 찬 어둠속을 헤메였던가/ (중략) / 《사람이 모든것의 주인이며 모든것을/ 결정한다는 것이 주체사상의 기초입니다.》/ 아 인류해방의 장엄한 선언/ (중략) / 영원하여라 주체의 태양이여/ 태양의 위업/ 태양으로 대를 이어 빛내가리/ 끝없이 번영하는 자주의 세계에서/ 인류는 주체의 그 빛발안고/ 공산주의 휘황한 미래를 앞당겨 가리라/ 아 조선의 영광/ 인류의 행복을 담아/ 경애하는 김일성동지의 탄생 70돐에/ 천년 뿌리내린 바위를 다듬어/ 주체조국의 수도 평양 유서깊은 대동강기슭에/ 위대한 사상의 기념탑을 세우노니/ 만대에 길이 빛나라/ 영생불멸의 주체사상이여— 1982.4.15, 주체사상탑 헌시비문

## 구성

### 기단장식부각
탑신 아래 좌우 측면에는 '대를 이어 주체사상을 꽃피우려는 인민들의 지향을 담고 있는' 목란꽃망울 꽃바구니부각상이 있으며, 꽃송이가 양쪽 측면에 각각 35송이씩 총 70송이가 있다.

### 탑신아래 뒷면
김일성을 지원하는 세계 80여개 나라의 민간 단체들과, 주체 사상을 '연구하는' 단체들에서 보내온 252개의 돌판들이 붙어 있다.

## 부주제 조각 군상
주체사상탑 뒤에 있는 6개의 부주제군상들은 '주체사상을 따르는 사람들의 강인한 생활력'을 보여주고 있다고 한다.

### 주체공업
'자립적민족경제건설로선의 빛나는 승리와 인민경제의 주체화, 현대화, 과학화의 길에서 급속히 발전하는 강력한 주체공업의 위용'을 보여준다고 한다.
참고로 길이는 10미터, 너비는 11.5미터, 무게는 600톤이다.

### 만풍년
'주체농법대로 농사를 잘 지어 벌방에서도 두메산천에서도 만풍년을 안아온 농업근로자들의 기쁨을 진실하게 형상하고 있다'고 한다.
높이는 9.8미터, 너비는 11.5미터, 무게는 700톤이다.

### 배움의 나라
'《사회주의교육에 관한 테제》의 빛발아래 돈한푼 들이지 않고 공부하며 자기의 재능을 마음껏 꽃피우고 있는 학생들의 행복상을 보여주고 있다'고 한다.
높이는 9.5미터, 너비는 11.5미터, 무게는 460톤이다.

### 철벽의 요새
'사회주의조국을 철벽의 요새로 지켜선 인민군초병과 로동적위대원의 형상을 통하여 조선로동당의 자위적군사로선의 불패의 생활력을 보여주고 있다'고 한다.
높이는 9.5미터, 너비는 11.5미터, 무게는 420톤이다.

### 무병장수
'위대한 주체사상의 휘황한 빛발아래 융성 번영하는 사회주의제도의 우월성과 인민들이 누리고있는 행복한 생활을 보여주고 있다'고 한다.
높이는 8.5미터, 너비는 11.5미터, 무게는 432톤이다.

### 주체예술
'누구나 예술을 창조하고 마음껏 누리고 있는 인민들의 행복한 모습을 보여주고 있다'고 한다.
높이는 9.5미터, 너비는 11.5미터, 무게는 481톤이다.

## 분수
주체사상탑 앞에 솟아오르는 2대의 분수로 높이 170미터이다.

## 봉화
봉화는 주체사상의 진리성과 그 빛나는 승리를 상징한다. 높이는 20미터, 직경은 11미터이다. 주체사상탑의 봉화는 24시간 켜져있고,(가로등처럼 해뜨면 꺼집니다. 해질때 다시 켜지고) 까만 야경과 함께 보면 불이 실제로 타오르는 것 같다고 한다.

## 탑에서 보이는 경치
- 북방면: 릉라도5월1일경기장
- 북북서: 평양 개선문
- 북서: 만수대, 류경호텔
- 서방면: 인민대학습당
- 남서: 고려호텔
- 남방면: 양각도국제호텔
- 북동: 당창건기념탑

## 대중문화
- 2017년에 개봉된 영화 강철비에 나온다.

## 화제
주체사상탑 횃불 로고가 자유한국당, 한국자유총연, 조선중앙방송 로고가 닮았다는 화제가 있었다.

## 갤러리

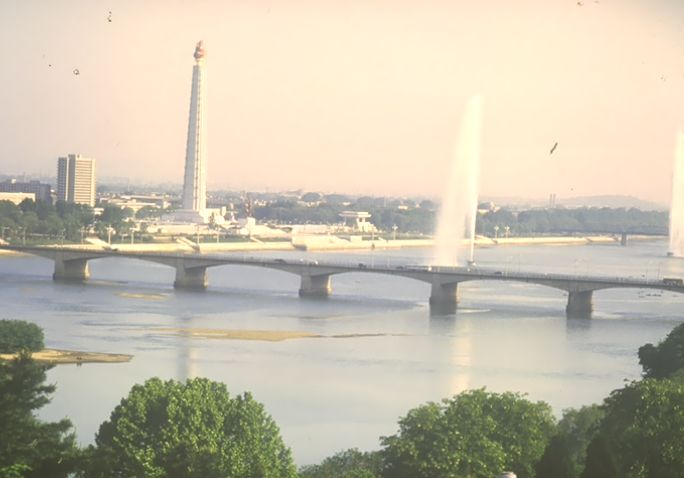
1989년.
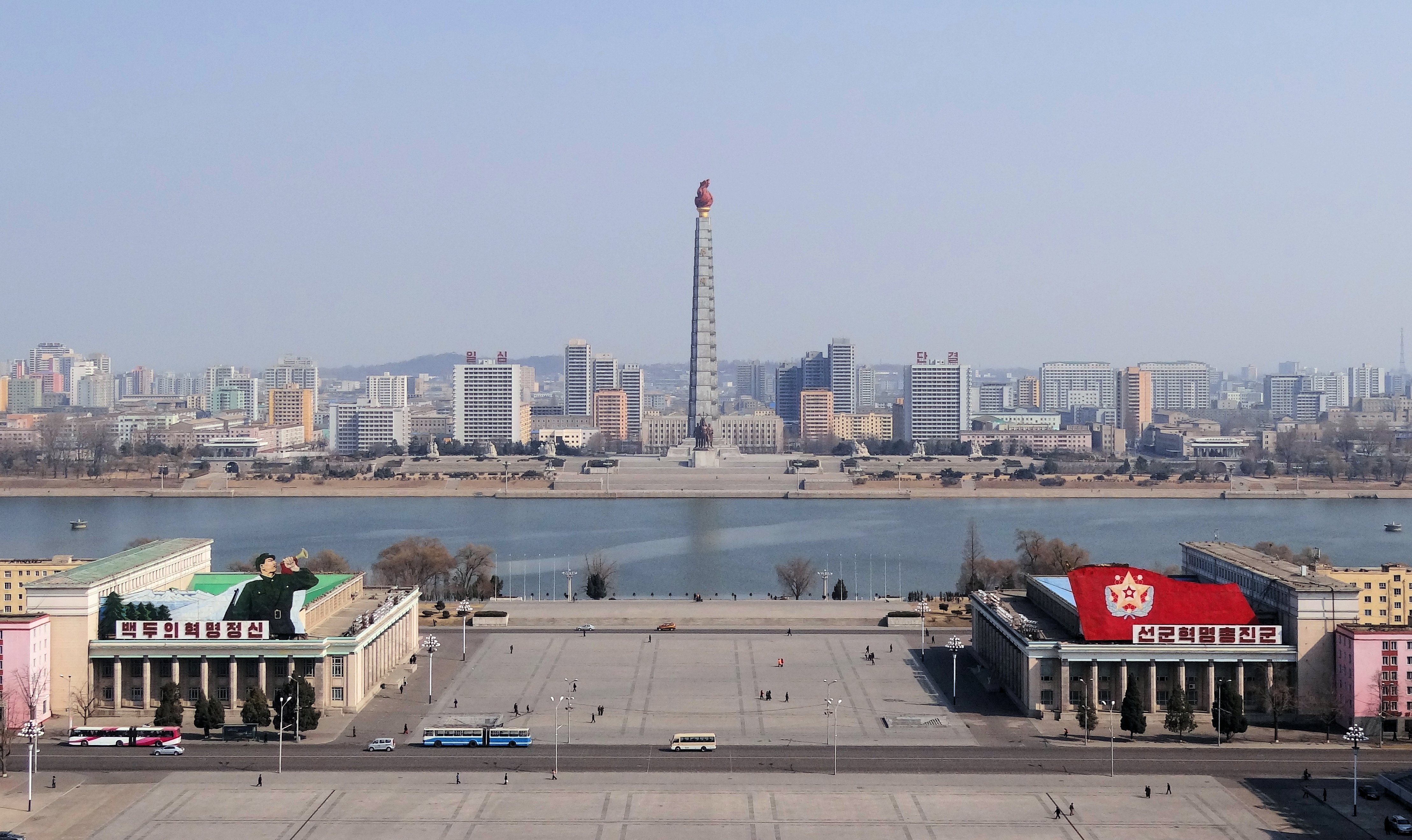
인민대학습당 옥상에서 본 주체사상탑과 김일성광장, 그리고 대동강.
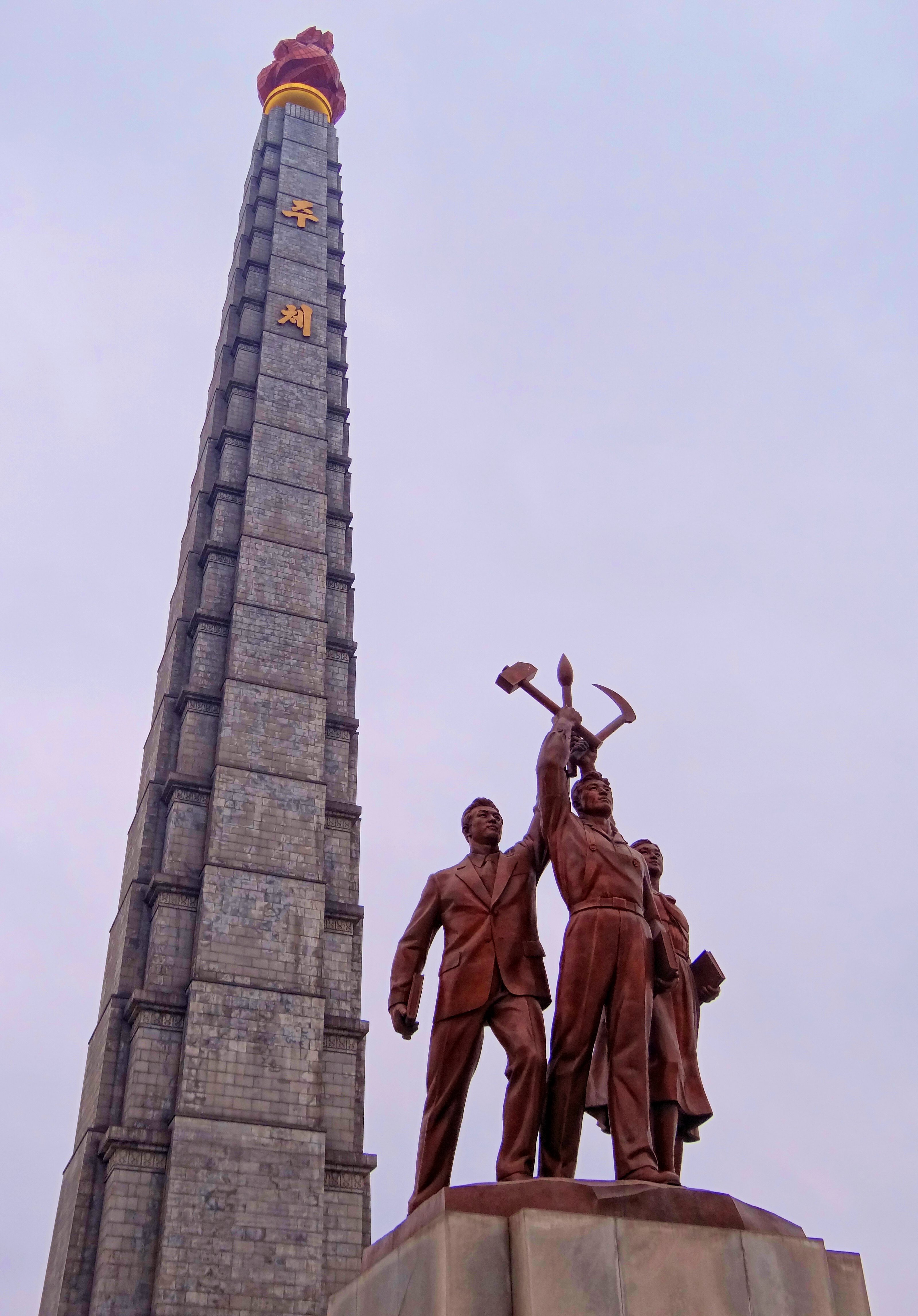
주체사상탑과 탑 앞에 있는 노동자, 농민, 인테리 동상.
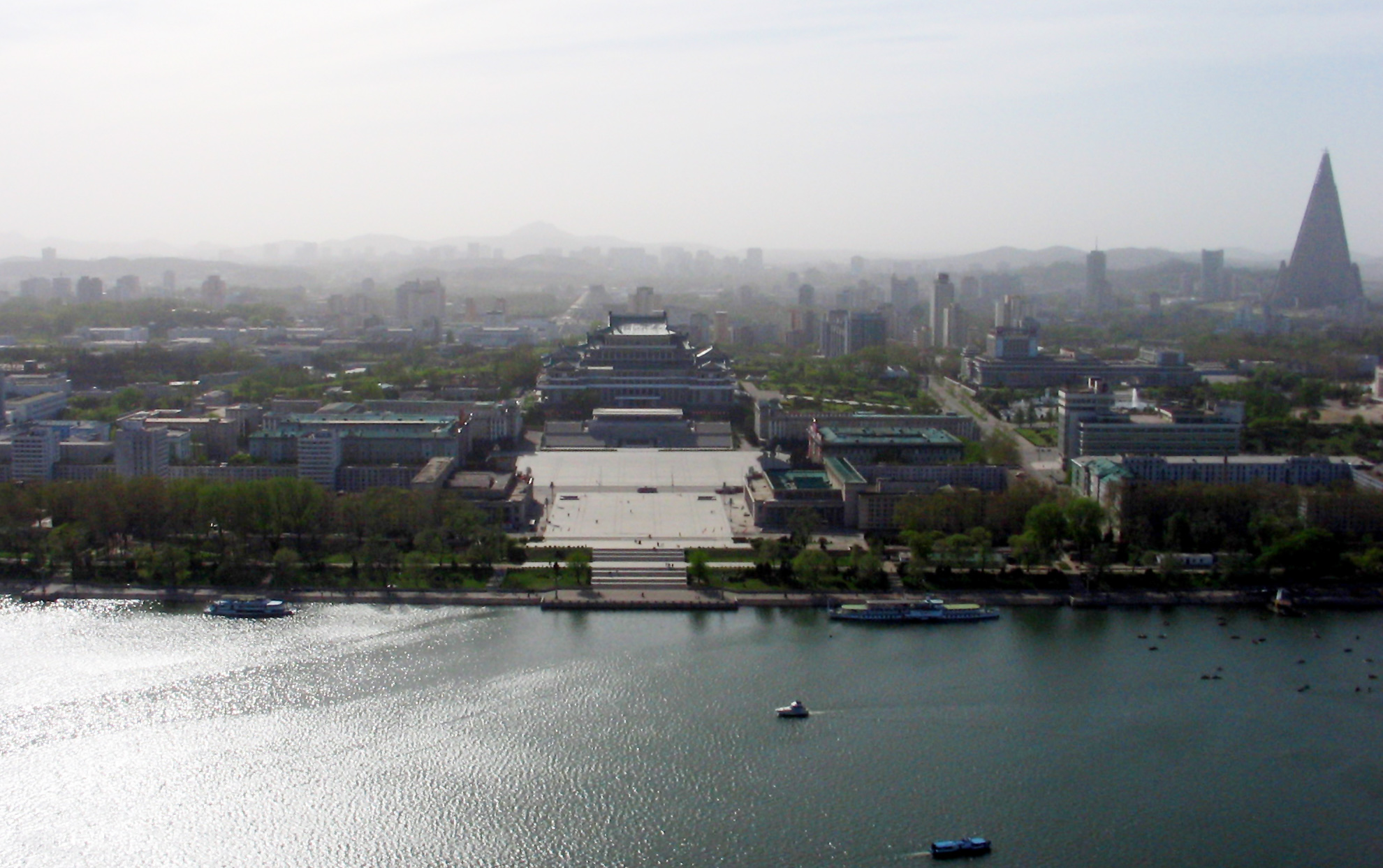
탑에서 김일성 광장을 바라본다.
- 엘리베이터 탑승과 정상에서 바라본 시야를 보여주는 VOA 보고서.
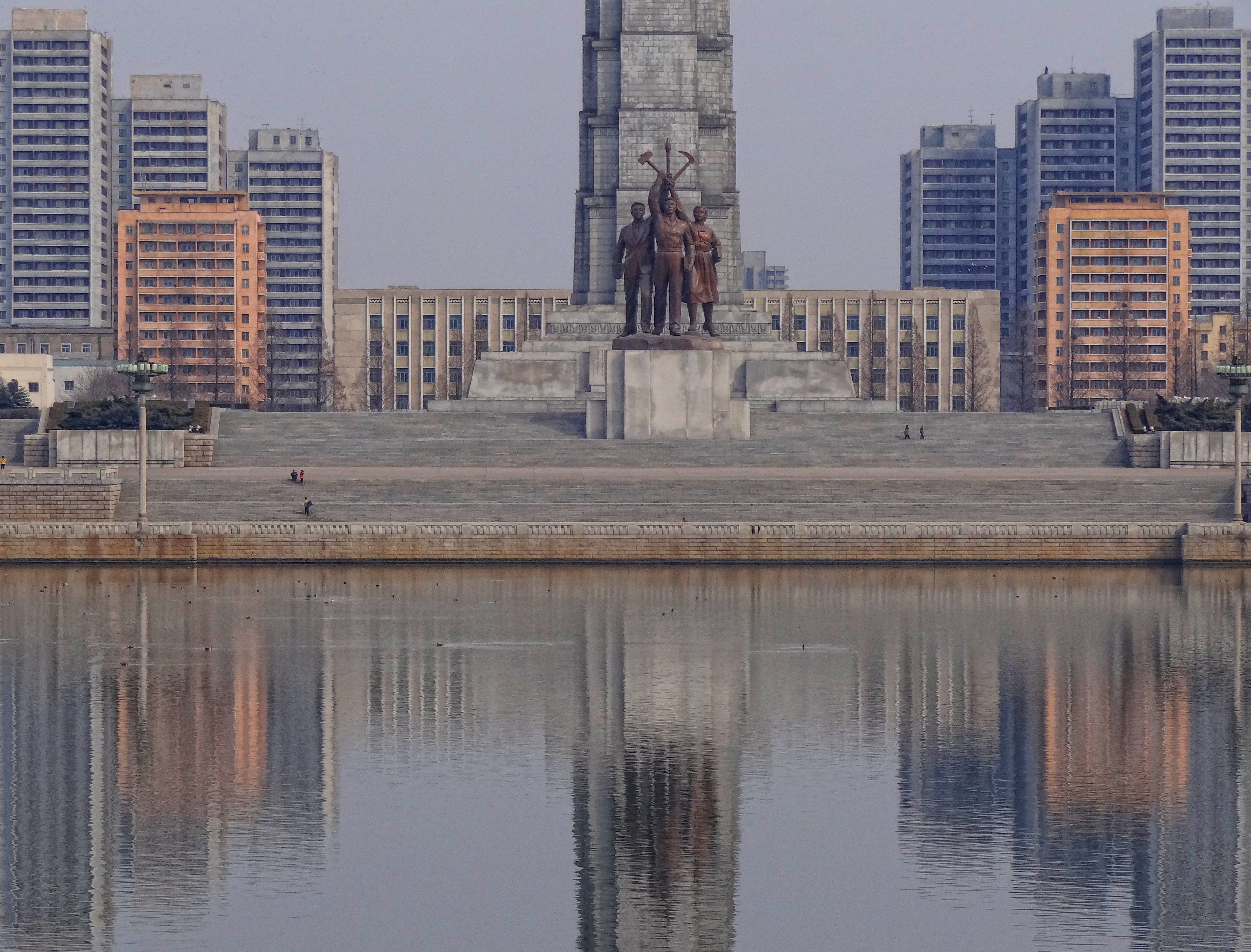
주체 사상탑의 아래쪽에 배경으로 대칭 건물이 있다.
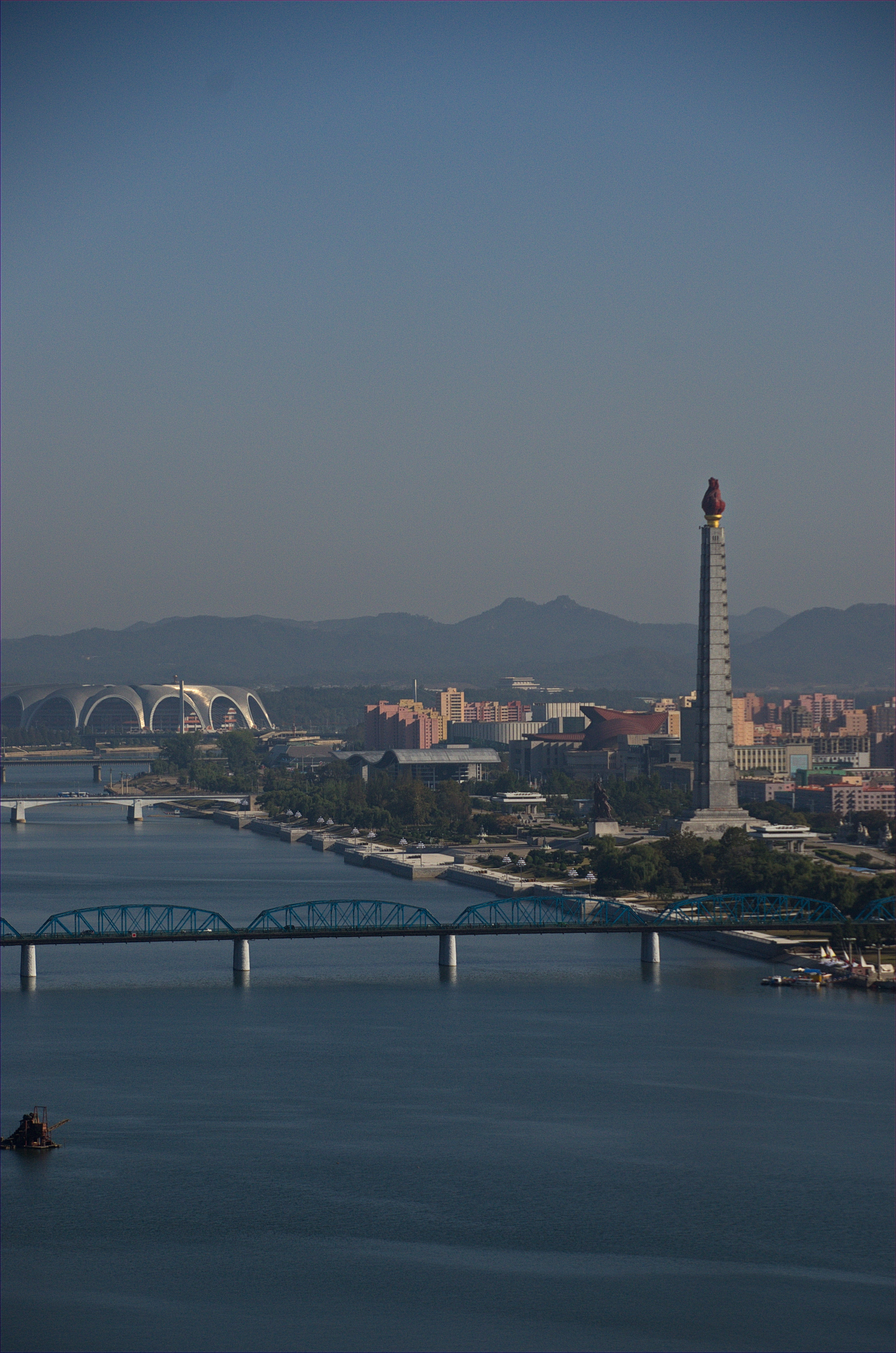
2015년 10월 9일.

## 같이 보기
- 주체 사상